# آن كاترين بيرغر
آن كاترين بيرغر (مواليد 9 أكتوبر 1990) هي لاعبة كرة قدم ألمانية تلعب في مركز حارس المرمى في نادي تشيلسي.

## روابط خارجية
- آن كاترين بيرغر على موقع الاتحاد الأوربي (الإنجليزية)
- آن كاترين بيرغر على موقع قاعدة بيانات كرة القدم.إي يو (الإنجليزية)
- آن كاترين بيرغر على موقع ليكيب (الفرنسية)
- آن كاترين بيرغر على موقع Soccerway.com (الإنجليزية)
- آن كاترين بيرغر على موقع عالم كرة القدم.نت (الإنجليزية)
- آن كاترين بيرغر على موقع اللجنة الأولمبية الدولية (الإنجليزية)
- آن كاترين بيرغر على موقع اللجنة الأولمبية الألمانية (الألمانية)